# Долистово-Старе
Долистово-Старе (пол. Dolistowo Stare) — деревня в Монькском повете Подляского воеводства Польши. Входит в состав гмины Ясвилы. По данным переписи 2011 года, в деревне проживало 564 человека.

## География
Деревня расположена на северо-востоке Польши, на левом берегу реки Бебжа, на расстоянии приблизительно 18 километров к северо-востоку от города Моньки, административного центра повета. Абсолютная высота — 116 метров над уровнем моря. К югу от населённого пункта проходит региональная автодорога 670.

## История
В конце XVIII века деревня входила в состав Бельского повета Подляшского воеводства Королевства Польского.
Согласно «Указателю населенным местностям Гродненской губернии, с относящимися к ним необходимыми сведениями», в 1905 году в деревне Долистово-Старое проживало 975 человек. В административном отношении деревня входила в состав Ясвильской волости Белостокского уезда (4-го стана).

В период с 1975 по 1998 годы Долистово-Старе являлось частью Белостокского воеводства.

## Достопримечательности
- Костёл Св. Лаврентия Римского, конец XVIII века